# Houston Open 1984
Lo Houston Open 1984 è stato un torneo di tennis giocato su terra verde. È stata la 14ª edizione dello Houston Open, che fa parte del Volvo Grand Prix 1984. Il torneo si è giocato a Houston negli USA, dal 2 all'8 aprile 1984.

## Campioni

### Singolare maschile
Mark Dickson ha battuto in finale  Sammy Giammalva con il punteggio di 6–3 6–2

### Doppio maschile
Pat Cash /  Paul McNamee hanno battuto in finale  David Dowlen /  Nduka Odizor con il punteggio di 7–5, 4–6, 6–3